# Lavanonia balachowskyi
Lavanonia balachowskyi är en insektsart som beskrevs av Marius Descamps och Wintrebert 1965. Lavanonia balachowskyi ingår i släktet Lavanonia och familjen Euschmidtiidae. Inga underarter finns listade i Catalogue of Life.